# تپه گلم کبود سفلی
تپه گلم کبود سفلی مربوط به دوره اشکانیان - دوره ساسانیان - سده‌های میانه دوران‌های تاریخی پس از اسلام است و در شهرستان سرپل ذهاب، بخش مرکزی، دهستان حومه سرپل، ۱۰۰ متری شمال غرب روستای گلم کبود سفلی واقع شده و این اثر در تاریخ ۲۶ اسفند ۱۳۸۷ با شمارهٔ ثبت ۲۵۶۲۱ به‌عنوان یکی از آثار ملی ایران به ثبت رسیده است.